# Meurtres en Haute-Savoie
Pour plus de détails, voir Fiche technique et Distribution.
Meurtres en Haute-Savoie est un téléfilm français, de la collection Meurtres à..., écrit par Josselyn Bossennec, Catherine Touzet et Marie Deshaires, réalisé par René Manzor et diffusé pour la première fois, en Belgique, le 6 mai 2018 sur La Une, en Suisse, le 25 mai 2018, sur RTS Un et en France, le 13 octobre 2018 sur France 3.

## Synopsis
Dans une des gares du téléphérique qui relie Avoriaz à Morzine, Barbara Herbier bascule au-dessus du garde-corps, agressée par un homme invisible. Peu de temps après, d'autres personnes de la famille meurent dans des circonstances étranges, comme devenues folles. L'officier de gendarmerie Pierre Garibaldi est chargé de l'enquête, mais on lui adjoint une officière de la police judiciaire de Lyon, Claire Garibaldi, sa propre sœur.

## Fiche technique[1]
- Réalisation : René Manzor
- Scénario : Josselyn Bossennec, Catherine Touzet et Marie Deshaires
- Premier assistant réalisateur : Pascal Roy
- Producteur artistique : Josselyn Bossennec
- Producteurs : Bertrand Cohen et Stéphane Meunier
- Production : Terence Films avec la participation de France Télévisions
- Directeur de production : Philippe Morlier
- Chargée de production : Muriel Alorend
- Chef opérateur du son : Pierre Gauthier
- Costumes : Élodie Mard-Pasqualini
- Décors : Audric Kaloustian
- Régisseur Général : Isabelle Gautier
- Pays d'origine :  France
- Langue originale : français
- Genre : policier
- Durée : 90 minutes
- Date de diffusion :  
  -  Belgique : 6 mai 2018, sur La Une[2]
  -  Suisse : 25 mai 2018, sur RTS Un[3]
  -  France : 13 octobre 2018 sur France 3

## Distribution[4]
- Gwendoline Hamon : Claire Garibaldi
- Thibault de Montalembert : Pierre Garibaldi
- Jacques Weber : Francis Garibaldi
- Charlotte Levy : Camille Garibaldi
- Bruno Putzulu : Étienne Etchegaray
- Jean-Pierre Martins : Roch
- Sandra Parfait : Léa
- Pierre Laplace : Jean Herbier
- Christiane Cayre : Siane
- Antoine Stip : Marc Herbier
- Wilfred Benaïche : Andrew Lockwood
- Karin Martin-Prevel : Le Procureur
- Élisabeth Campa Saint-Blancat : Barbara Herbier
- Melanie Baxter-Jones : Médecin Archives
- Pasquale D'Inca : L'habitué
- Joséphine Caraballo : La patronne de la brasserie
- Déborah Lamy : La notaire
- Michel Scourneau : Jean-Yves Boireau
- Malina Ioana-Ferrante : Touriste étrangère
- Patrice Revaux : Apprenti de Jean Herbier
- Pascal Berton : Speaker
- Yannick Gevaux : Expert scientifique

## Tournage
Le tournage s'est déroulé du 20 novembre au 15 décembre 2017 à Morzine, en Haute-Savoie et ses environs.

## Sortie DVD
Le téléfilm sort en DVD le 5 juin 2019. 

## Audience
- France : 4,70 millions de téléspectateurs[5](première diffusion) (23.7 % de part d'audience), et 5,40 millions de téléspectateurs en audience consolidée[6] (24,6 % de part d'audience).
- La seconde diffusion sur France 3 a rassemblé 4 millions de téléspectateurs (21,3 % de part d'audience), plaçant une nouvelle fois le téléfilm en tête des audiences[7].
- La troisième diffusion sur France 3 a rassemblé 4,12 millions de téléspectateurs (20 % de part d'audience), une nouvelle fois leader devant TF1 et Jurassic Park[8].
- La quatrième diffusion a connu une nette hausse de son audience sur France 3, rassemblant 4,5 millions de téléspectateurs (22% de part d'audience), et plaçant le film encore une fois en tête des audiences de la soirée[réf. nécessaire].

## Réception critique
Le magazine belge Moustique estime que « le duo d'acteurs formé par Gwendoline Hamon et Thibault de Montalembert [...] fonctionne à merveille dans cette énigme confrontant deux familles savoyardes ». Il salue également les « guests de luxe comme Bruno Putzulu et surtout Jacques Weber ».